# Bob Dale
Robert Jenkins Dale (31 tháng 10 năm 1931 – 2007), sinh ra ở Irlam, Lancashire, là một cầu thủ bóng đá thi đấu ở vị trí wing half, thi đấu cho Altrincham ở bóng đá non-league, và chơi bóng tại Football League cho Bury và Colchester United trước khi giải nghệ vì sức khỏe yếu.